# Mac Bohonnon
Mac Bohonnon, né le 27 mars 1995 est un skieur acrobatique américain spécialiste du saut acrobatique. Il remporte la Coupe du monde de saut en 2015.

## Palmarès

### Jeux olympiques
- JO de Sotchi 2014 : 5e en saut

### Championnats du monde
- Kreischberg 2015 :

14e en saut

### Coupe du monde
- Meilleur classement général : 2e en 2015.
- 1 petit globe de cristal :
  - Vainqueur du classement sauts en 2015.
- 9 podiums dont 3 victoires.

#### Détails des victoires
| Édition / Épreuve | Half-pipe          |
| 2015              | Lake Placid Moscou |
| 2016              | Moscou             |